# قضب أخضر لحمي
قضب أخضر لحمي (الاسم العلمي:Cadaba carneoviridis) هو نوع من النباتات يتبع جنس القضب من الفصيلة القبارية.